# Guntars Krasts
Guntars Krasts (Riga, 16 d'octubre de 1957) és un polític letó i membre del Parlament Europeu per la circumscripció única de Letònia. Durant la seva carrera política ha ocupat diversos llocs al govern letó com a membre del partit polític TB/LNNK. Va ser ministre d'economia des de desembre de 1995 fins a agost de 1997, primer ministre des d'agost de 1997 fins a novembre de 1998 i primer ministre adjunt de novembre del 1998 al juny de 1999. Krasts va ser membre del Saeima, el parlament letó, des de juny de 1999 fins que el 2004 va ser elegit diputat al Parlament Europeu.

## Institucions europees
Guntars Krasts va ser elegit el 2004 a les eleccions europees com a diputat per Letònia com a membre del partit Per la Pàtria i la Llibertat/LNNK. Krasts formava part del partit polític europeu Aliança per l'Europa de les Nacions. El febrer de 2008 se'n va anar del seu partit, TB/LNNK, però, Krasts no va unir-se a cap altre partit polític. A 31 de març de 2009, el seu perfil del Parlament Europeu no mostrava l'afiliació a cap altre partit.
El 28 de març de 2008, Libertas va donar una conferència de premsa en la qual Krasts va ser nomenat cap de la llista per Libertas a Letònia.